# Negaprion acutidens
Negaprion acutidens és una espècie de peix de la família dels carcarínids i de l'ordre dels carcariniformes.

## Morfologia
Els mascles poden assolir els 380 cm de longitud total.

## Distribució geogràfica
Es troba des del Mar Roig i Sud-àfrica (incloent-hi Maurici, les Seychelles i Madagascar) fins a les Filipines, Vietnam, Austràlia, Palau, les Illes Marshall i Tahití.